# Израилевский, Лазарь Хаимович
Лазарь Хаимович Израилевский (Леонид Ефимович Островский) (? — 1955) — агент ОГПУ, участник операции «Маки-Мираж».

## Биография
Лазарь Израилевский родился в еврейской семье. С 1922 г. являлся негласным сотрудником ОГПУ.
Был выбран для внедрения в японскую агентурную сеть по причине знания территории Маньчжурии, местных нравов и обычаев, владения в совершенстве китайским языком и обладания выдающимся актёрским мастерством. Изображал разъездного агента «Дальгосторга» (конторы, занимавшейся торговыми закупками на территории Дальнего Востока и Китая), стремящегося к личному обогащению. «Интересная личность», — сообщали о нём агенты из китайской полиции, чем заинтересовали японскую разведку, тем более что Лазарь Израилевский мог свободно пересекать границы и разъезжать по всей территории СССР.
Несколько месяцев японцы искали к нему подход, а вербовкой агента и слежкой за ним занимался лично резидент Кумадзава Садаитиро (шпионивший под прикрытием владельца гостиницы «Сибирь»), присвоив тому кодовое имя «Старик». Когда Островского-Израилевского «завербовали», операция «Маки-Мираж» вступила в действующую и продолжительную стадию. Целями проводимой операции было убедить высшее руководство Японии, что на Дальнем Востоке сосредоточены колоссальные боевые подразделения, и вступление в войну с СССР — это верная погибель для Японской империи, а также обезвреживание японских агентов и пособников из числа советских граждан. Также с помощью «Старика»-«Летова» чекисты ввели в японскую разведку ещё троих агентов, одним из которых являлся легендарный Рихард Зорге. В ходе операции были арестованы свыше 50 японских агентов и 200 пособников, большое количество контрабандистов и нарушителей государственной границы.
В начале 1938 г. Лазарь Израилевский был арестован НКВД и к концу того же года освобождён. Умер в 1955 г.